# Lepocnemis metapelista
Lepocnemis metapelista is een vlinder uit de familie koolmotten (Plutellidae). De wetenschappelijke naam van deze soort is voor het eerst geldig gepubliceerd in 1932 door Meyrick.
De soort komt voor in tropisch Afrika.